# Championnat du Yémen de football 2023-2024
Navigation
Saison précédente Saison suivante
La saison 2023-2024 du Championnat du Yémen de football est la vingt-sixième édition de la première division au Yémen.
Après le championnat en 2021 et les troubles dans le pays aucune compétition n'est organisée en 2022. Le championnat 2023-2024 reprend avec quatorze clubs, mais sans les clubs d'Aden qui forment un championnat indépendant.
Les clubs sont répartis dans deux groupes. Les deux premiers de groupe se rencontrent dans un tournoi final pour déterminer le champion.

## Les clubs participants
| - Al Ahli Sanaa - Al-Tadamun Mukalla - Al Oruba Zabid - Al Ittihad Ibb - Al Hilal Hudaydah - Samoon - Al Saqr Ta'izz | - Al Wehda Club Sanaa - Al Sha'ab Hadramaut - Al-Fahman Abyan - Salam Al-Garfa - Al Yarmuk al-Rawda - Al-Sha'ab Ibb - Al-Taliya |

## Compétition
Le barème de points servant à établir le classement se décompose ainsi :
- Victoire : 3 points
- Match nul : 1 point
- Défaite : 0 point

### Classement Groupe A
| Rang | Équipe               | Pts | J  | G | N | P | Bp | Bc | Diff |
| ---- | -------------------- | --- | -- | - | - | - | -- | -- | ---- |
| 1    | Al Ahli Sanaa        | 25  | 10 | 8 | 1 | 1 | 21 | 2  | +19  |
| 2    | Al-Tadamun Hadramaut | 18  | 10 | 5 | 3 | 2 | 14 | 10 | +4   |
| 3    | Al Oruba Zabid       | 13  | 10 | 3 | 4 | 3 | 13 | 10 | +3   |
| 4    | Al Ittihad Ibb       | 11  | 10 | 3 | 2 | 5 | 8  | 12 | -4   |
| 5    | Al Hilal Hudaydah    | 11  | 10 | 2 | 5 | 3 | 5  | 14 | -9   |
| 6    | Samaon               | 4   | 10 | 1 | 1 | 8 | 6  | 19 | -13  |
| 7    | Al Saqr Ta'izz       | 0   | 0  | 0 | 0 | 0 | 0  | 0  | 0    |

|  | Qualification pour le tour final            |
|  | Relégation                                  |
|  | T : Tenant du titre P : Promu de Division 1 |

### Classement Groupe B
| Rang | Équipe              | Pts | J  | G | N | P | Bp | Bc | Diff |
| ---- | ------------------- | --- | -- | - | - | - | -- | -- | ---- |
| 1    | Al Wehda Club Sanaa | 21  | 10 | 6 | 3 | 1 | 13 | 8  | +5   |
| 2    | Al Sha'ab Hadramaut | 18  | 10 | 5 | 3 | 2 | 16 | 10 | +6   |
| 3    | Al-Fahman Abyan T   | 14  | 10 | 4 | 2 | 4 | 17 | 12 | +5   |
| 4    | Salam Al-Garfa      | 11  | 10 | 3 | 2 | 5 | 13 | 13 | 0    |
| 5    | Al Yarmuk al-Rawda  | 11  | 10 | 3 | 2 | 5 | 17 | 7  | +10  |
| 6    | Al-Sha'ab Ibb       | 8   | 10 | 2 | 2 | 6 | 13 | 19 | -6   |
| 7    | Al-Taliya           | 0   | 0  | 0 | 0 | 0 | 0  | 0  | 0    |

|  | Qualification pour le tour final            |
|  | Relégation                                  |
|  | T : Tenant du titre P : Promu de Division 1 |

- Les clubs d'Al-Taliya et d'Al Saqr Ta'izz ne se présentent pas lors des deux premières journées, puis seront exclus du championnat.

### Tour final
|  | Demi-finales         | Demi-finales         |               |     | Finale | Finale |
|  | Demi-finales         | Demi-finales         |               |     | Finale | Finale |
|  |                      |                      |               |     |        |        |
|  |                      |                      |               |     |        |        |
|  |                      |                      |               |     |        |        |
|  | Al Sha'ab Hadramaut  | 0/0                  |               |     |        |        |
|  | Al Sha'ab Hadramaut  | 0/0                  |               |     |        |        |
|  | Al Ahli Sanaa        | 0/1                  |               |     |        |        |
|  | Al Ahli Sanaa        | 0/1                  | Al Ahli Sanaa | 2   |        |        |
|  |                      |                      | Al Ahli Sanaa | 2   |        |        |
|  |                      | Al-Tadamun Hadramaut | 0             |     |        |        |
|  | Al-Tadamun Hadramaut | Al-Tadamun Hadramaut | 0             | 0/1 |        |        |
|  | Al-Tadamun Hadramaut |                      |               | 0/1 |        |        |
|  | Al Wehda Club Sanaa  | 0/1                  |               |     |        |        |
|  | Al Wehda Club Sanaa  | 0/1                  |               |     |        |        |

- Le champion Al Ahli Sanaa se qualifie pour la Ligue des champions des clubs du Golfe[1].

## Bilan de la saison
| Championnat du Yémen de football 2023-2024 |                           |
| Champion                                   | Al Ahli Sanaa (11e titre) |
| Qualifications continentales               |                           |
| Promotions et relégations                  |                           |
| Promus en Yemeni League                    |                           |
| Relégués en Division 1                     |                           |